# مايكل هدسون (عالم اقتصاد)
مايكل هدسون (بالإنجليزية: Michael Hudson) هو عالم اقتصاد أمريكي، ولد في 14 مارس 1939، ينتمي لمدرسة الاقتصاد البدعي Heterodox Economics (مقابل مدرسة الاقتصاد السائد)، يعمل بروفيسور اقتصاد في جامعة ميزوري - مدينة كانساس، وبروفيسورًا في مدرسة الدراسات الماركسية في جامعة بكين، وباحثًا في معهد ليفي للاقتصاد التابع لكلية بارد. عمل محللًا في وول ستريت ومستشارًا سياسيًّا ومعلقًا وصحفيًّا. هو أحد المشاركين في "The Hudson Report"، وهو بودكاست أسبوعي يهتم بأخبار الاقتصاد والمال.
كرس هدسون معظم حياته العلمية لدراسة الـدَّين، ودافع في أعماله عن الفكرة التي تقول، إن القروض والديون المتزايدة باضطراد والتي تفوق الأرباح التي يحققها الاقتصاد الحقيقي هي شيء مدمر للحكومة وللناس في الدولة المقترضة وذلك بسبب ذهاب تلك الأموال إلى المرابين وأصحاب الريوع "Rentiers"، بدلاً من تدويرها في الاقتصاد عبر عمليات شراء السلع والخدمات، مما يؤدي إلى انكماش الاقتصاد بسبب تفاقم معدلات الدَّين.
يقول هدسون، بأن النظرية الاقتصادية السائدة، وعلى الأخص مدرسة شيكاغو للاقتصاد، هي نظرية مصممة لتتوافق مع مصالح أصحاب الريوع والمرابين، وقد صاغت هذه المدرسة لغة خاصة (مصطلحات اقتصادية)، هدفها إعطاء الانطباع بانه ليس هناك بديل للنظام الاقتصادي الحالي.
يرى هدسون، أن النظرية الاقتصادية الزائفة، بدلا من أن تقوم باستثناء الأعباء الطفيلية (أرباح المرابين وأصحاب الريوع) على الاقتصاد من النشاط الاقتصادي عند حساب الناتج المحلي الإجمالي، فإنها تقوم باضافتها اليه. وهو يرى أيضاً، متماشياً في ذلك مع النظرية الاقتصادية الكلاسيكية، بإن على الحكومة أن تقوم بحماية المستهلك وأن تدعم مشاريع البنية التحتية وأن تفرض الضرائب على القطاعات الطفيلية على الاقتصاد بدلاً من فرضها على العمال.

## سيرته

### شبابه وخياراته المهنية
ولد مايكل هدسون في 14 مارس 1939 في مدينة مينيابوليس، وهو أمريكي من الجيل الخامس، ومن جهة الأمهات يوجد لديه دم من هنود الأوجيبوي Ojibwe. والده هو ناثانيل كارلوس هدسون Nathaniel Carlos Hudson، الذي درس الاقتصاد في جامعة مينيسوتا، ثم انضم إلى النضال النقابي بعد تخرجه عام 1929 (عام الكساد الكبير)، وكان نقابياً نشطاً، فقد التحق بالتيار الشيوعي التروتسكي، وأصبح مُحرراً لصحيفتيه المنظم الشمالي الغربي The Northwest Organizer والمنظم الصناعي The Industrial Organizer على التوالي، وكان يكتب ايضاً للمنشورات النقابية الأخرى. عندما كان مايكل في الثانية من عمره، تم اعتقال والده ناثانيل ضمن حملة محاربة التروتسكيين في الولايات المتحدة، استناداً لقانون سميث The Smith Act الصادر عام 1940.
تلقى مايكل تعليمه الابتدائي والثانوي في مدارس مختبرات جامعة شيكاغو The University of Chicago Laboratory Schools وهي مدارس خاصة تتبع جامعة شيكاغو. بعد تخرجه، التحق مايكل بجامعة شيكاغو ودرس هناك: فقه اللغة الجرمانية، كتخصص رئيسي، والتاريخ كتخصص فرعي. في عام 1959 حصل هدسون على البكالوريوس، وبعد تخرجه التحق بدار النشر الشهيرة فري برس Free Press في مدينة شيكاغو، حيث عمل كمساعد لأحد مؤسسيها وهو جيرمياه كابلان Jeremiah Kaplan. تمكن هدسون خلال تلك الفترة من الحصول على حقوق النشرات لأعمال جورج لوكاش باللغة الإنجليزية، بالإضافة إلى حقوق محفوظات وأعمال ليون تروتسكي بعد وفاة أرملته ناتاليا سيدوفا.
لم يكن هدسون، الذي كان قد درس الموسيقى في طفولته، يرى العمل في فري برس مثيرا لاهتمامه أو مُربحاً. لذلك، قرر في عام 1960 الانتقال إلى مدينة نيويورك، على أمل أن يتتلمذ على يد قائد الاوركسترا اليوناني الشهير، ديميتريس ميتروبولوس Dimitris Mitropoulos، الذي كان حينئذٍ، يقود أوركسترا نيويورك فيلهارمونيك، ولكن لم يقدر لخطته تلك أن تتحقق.
في نيويورك، قام صديقه غافن ماكفادين Gavin MacFadyen، بتقديمه إلى والد صديقته، الاقتصادي تيرينس ماكارثي Terence McCarthy. في لقائهما الأول، إنبهر هدسون بشرح مكارثي السلس والبالغ الوضوح عن الترابط الداخلي للدورات الطبيعية والمالية وطبيعة المال والدَّين العام. كان ذلك اللقاء العابر مع مكارثي، كافياً بالنسبة لهدسون ليصرف نظره كلياً عن دراسة الموسيقى لصالح دراسة الاقتصاد، منذ ذلك الحين، أصبح تيرنس مكارثي مرشده الروحي ومعلمه. يقول هدسون عن ذلك اللقاء: «لقد كان وصفه لتدفق الأموال، رائعاً وجميلاً حتى أنني، صدق أو لا تصدق، عشقت علم الاقتصاد منذ حينها، لأنه كان علماً رائعاً وجميلاً، أما بالنسبة لتيرينس، فقد كنت اتحدث إليه كل يوم لمدة ساعة طوال 20 عامًا».

### دراسة الاقتصاد والعمل في البنوك
في عام 1961، التحق هدسون بقسم الاقتصاد في جامعة نيويورك، وكانت أطروحتة لنيل شهادة الماجستير عن فلسفة التنمية في البنك الدولي، مع التركيز على سياسة الائتمان في القطاع الزراعي. بعد سنوات عديدة، يستدرك هدسون قائلاً: «لم تكن المواضيع التي اهتممت بها كثيراً، والتي هي محل تركيز هذا الكتاب، تُدَّرَس في جامعة نيويورك التي حصلت منها على شهادتي في الاقتصاد. في الواقع، لم تكن هذه المواضيع تدرس في أي قسم من أقسام الجامعات: ديناميكيات الديون، كيف يضخم نمط الإقراض المصرفي أسعار الأراضي، حساب الدخل القومي، والحصة المتزايدة التي تمتصها عملية استخلاص الإيجار Rent Extraction في قطاعات التمويل والتأمين والعقار»FIRE Sector: Finance, Insurance & Real Estate«. لم تكن هناك سوى طريقة واحدة لتعلم كيفية تحليل تلك المواضيع: أن أعمل في البنوك».
للتعرف على آلية عمل التمويل على أرض الواقع، بدأ هدسون، وبالتوازي مع التدريب في كلية الاقتصاد، بالعمل في أحد البنوك: «كانت وظيفتي الأولى مملة لأقصى درجة: خبير اقتصادي في شركة ائتمان تابعة لبنوك الادخار في نيويورك، حيث تم إنشاؤها من قبل 127 بنكاً تمثل بنوك الادخار آنذاك، لم يعد لتلك الشركة أي وجود اليوم، وكذلك تلك البنوك ايضاً، التي قام المصرفيين التجاريين بالاستيلاء عليها وخصخصتها وإفراغها من موظفيها. لقد تم التعاقد معي لأصف بالتفصيل عملية تدوير الفوائد المستحقة للمدخرات المتراكمة لدى هذه البنوك في قروض عقارية جديدة. كانت رسوماتي البيانية لهذه المدخرات المتصاعدة، تشبه كثيراً موجة هوكوساي، لكن رسوماتي كانت تتخللها نبضات تشبه الرسم التخطيطي للقلب، تظهر كل ثلاثة أشهر، في اليوم الذي يتم فيه إيداع الأرباح الربع سنوية».
بعد أن حصل هدسون على درجة الماجستير في الاقتصاد عام 1963، انضم إلى قسم الابحاث الاقتصادية في بنك تشيس مانهاتن كأخصائي في ميزان المدفوعات. كانت مهمته هي تقييم قدرة الأرجنتين والبرازيل وشيلي على سداد ديونهم. كان على هدسون، وبالاعتماد على بيانات عائدات التصدير والمدفوعات الدولية الأخرى، أن يعرف مقدار الدخل، الذي يمكن أن يكون من نصيب البنك، من مدفوعات الدَّين التي تراكمت على هذه البلدان. يتذكر هدسون: «سرعان ما وجدت أن بلدان أمريكا اللاتينية، التي قمت بتحليل بياناتها، قد تم (إقراضها بالكامل) وأنه لم يكن لديها المزيد من التدفقات النقدية بالعملة الصعبة متاحاً أمام البنك كي يستخلصه كفائدة على قروض جديدة أو كفائدة من إصدارات جديدة من السندات. في حقيقة الأمر، كانت رؤوس الأموال تهرب من هناك».
من بين الأمور المهمة الأخرى التي قام بها هدسون في بنك تشيس مانهاتن، هو تحليل ميزان المدفوعات في صناعة النفط الأمريكية وتتبع الأموال «القذرة» التي استقرت في بنوك سويسرا. فوفقاً لهدسون، لقد منحه ذلك العمل خبرة لا تقدر بثمن في فهم كيفية عمل البنوك والقطاع المالي، وفي كيفية ارتباط المحاسبة المصرفية بالحياة الحقيقية.
في خلال دراسة عن تدفقات شركات النفط، تم تمويلها من قبل تشيس مانهاتن وشركة سكوني أويل، التقى هدسون مع آلان جرينسبان (رئيس مجلس المحافظين لنظام الاحتياطي الفدرالي) الذي كان يعمل كمراقب لشركة سكوني أويل. يذكر هدسون، بأن جرينسبان في تلك السنوات كان يضغط لصالح موكليه، حيث انه وفي إطار تلك الدراسة، حاول تقديم تقديرات تقريبية للسوق الأمريكية بناءً على الاتجاهات العالمية. يقول هدسون: «أخبرني السيد روكفلر، رئيس تشيس مانهاتن، بأن أُبلِغ السيد جرينسبان بأنه إن لم يتمكن من تقديم أرقام محددة للسوق الأمريكية، و/أو أن يكون صريحًا بشأن افتراضاته، فسوف نضطر إلى التخلي عن مساهمته في هذه الدراسة».
بعد ذلك بقليل، ترك هدسون وظيفته في البنك لاستكمال أطروحتة لشهادة الدكتوراه، كان موضوع ألاطروحه عن الفكر الاقتصادي والتكنولوجي الأمريكي في القرن التاسع عشر. دافع هدسون عن اطروحته بنجاح في عام 1968، وفي عام 1975 تم نشرها تحت عنوان: الاقتصاد والتكنولوجيا في الفكر الأمريكي في القرن التاسع عشر: الاقتصاديون الأمريكيون المهمَلون Economics and Technology in the 19th Century American Thought: The Neglected American Economists.
في عام 1968، انضم هدسون إلى شركة التدقيق الشهيرة آرثر آندرسن Arthur Andersen، حيث اتسع نطاق تحليله لتدفق المدفوعات ليشمل جميع قطاعات الإنتاج في الولايات المتحدة. لقد اكتشف أن العجز الأمريكي لا يظهر إلا في المجال العسكري فقط: «كشفت رسوماتي البيانية عن أن العجز في ميزان المدفوعات الأمريكي في الستينات، كان يقع بكامله في القطاع العسكري. كان القطاع الخاص (التجارة الخارجية والاستثمار) يحقق حالة توازن تام سنة بعد أخرى، وكانت المعونات الأجنبية قد أنتجت بالفعل فائضاً بالدولار، وهو ما كان مطلوباً منها تحقيقه بموجب القانون الأمريكي. بالرغم من ذلك، فقد كان نظام المحاسبة المستخدم في الولايات المتحدة بعد الحرب، يخلط ميزان المدفوعات للافراد مع ميزان المدفوعات الحكومي، مما ساعد على إخفاء مصدر العجز في الميزانية الحكومية». اقترح هدسون تقسيم ميزان المدفوعات الأمريكي إلى قطاعين، حكومي وخاص.
في عام 1968، نشر هدسون كتيب من 100 صفحة بعنوان «تحليل مالي لتدفق-مدفوعات المعاملات الدولية الأمريكية 1960-1968 A financial payments-flow analysis of U.S. international transactions»، والذي أشار فيه إلى مشاكل نظام المحاسبة الحديث والحاجة إلى التمييز بين مدفوعات الدولة والمدفوعات الخاصة. بعد ظهور الكتيب، تمت دعوته في عام 1969 للتحدث إلى أعضاء هيئة التدريس في كلية الاقتصاد في مدرسة ذا نيو سكول، حيث اتضح له أن هيئة التدريس كانت في حاجة إلى من يدرس مواضيع التجارة الدولية والتمويل، لذلك تم عرض تلك الوظيفة عليه فور انتهاء المحاضرة. فوجئ هدسون، عندما وجد أن برنامج الجامعة حينها، كان لا يتطرق إلى قضايا الديون والتدفقات المالية وغسيل الأموال وما إلى ذلك، وقد أثار الاهتمام الخاص الذي أولاه هدسون لهذه القضايا في محاضراته، انتقاد رئيس قسم الاقتصاد روبرت هايلبرونر Robert Heilbroner، الذي أشار إلى أنه «حتى المعلمين الماركسيين لا يركزون على مثل هذه القضايا».

### محلل مستقل
في عام 1972، نشر هدسون أول كتاب رئيسي له بعنوان «الامبريالية العظمى Super Imperialism»، الذي أظهر فيه أن الولايات المتحدة، وبعد تخليها عن «غطاء الذهب»، خلقت لها مكاناً فريداً، عندما أصبحت سندات الخزانة الأمريكية هي الأساس الوحيد للاحتياطيات العالمية، فأصبح لا خيار للحكومات الأجنبية سوى تمويل عجز الموازنة الأمريكية، ومن ثم نفقاتها العسكرية الخارجية.
بعد نشر الكتاب، ترك هدسون الجامعة وانتقل للعمل في «مركز الابحاث» في معهد هدسون The Hudson Institute برئاسة هيرمان كان. وفي عام 1979، أصبح مستشارًا لمعهد الأمم المتحدة للتدريب والبحث UNITAR. وكتب ايضاً تقارير لوزارة الدفاع، وعمل كمستشار للحكومة الكندية. في عام 1977، نشر كتابه الكبير الثاني «الكسور العالمية: النظام الاقتصادي الدولي الجديد Global fracture: the new international economic order»، وفيه، جادل هدسون بأن التفوق العسكري للولايات المتحدة أدى إلى تقسيم العالم على طول الخطوط المالية.
ترك هدسون وظيفته في الأمم المتحدة، بل ترك مجال الاقتصاد الحديث ككل، بعد أن أثار الاجتماع الذي عقد في المكسيك عاصفة من الاحتجاجات، حيث حذر فيه هدسون دول أمريكا اللاتينية من أنها تُدخِل نفسها في عبودية الدين. قرر هدسون بدلا من ذلك، دراسة الجذور التاريخية للدًين، وكيف تشكلت الديون في روما القديمة واليونان وسومر.أدت العملية المضنية التي قام بها هدسون لتجميع الأدلة التاريخية المبعثرة، إلى نتيجة مذهلة: فقد وجد أن إصدار القروض في سومر القديمة لم يكن مقتصراً على الأفراد فقط، حيث كانت القروض تصدر بشكل مبدئي وأساسي من قبل المعابد والقصور. كان دائنوا الدولة في سومر يهتمون بالتوازن الاقتصادي الداخلي، وبالتالي لم تسمح الدولة السومرية لمواطنيها أن يقعوا في عبودية الدين تجاه مواطنين آخرين.
التحق هدسون بـ متحف بيبودي لعلم الآثار وعلم الأجناس بجامعة هارفارد كباحث علمي. وبمساعدة من علماء الجامعة، أسس هدسون «المعهد لدراسة تأسيس الاتجاهات الاقتصادية طويلة الأجل The Institute for the Study of the Establishment of Long-Term Economic Trend - ISLET»، وفي وقت لاحق أسس هدسون «مؤتمر العلماء الدوليين لاقتصاديات الشرق الأدنى القديمة International Scholars Conference on Ancient Near Eastern Economies - ISCANEE»، التي نظمت سلسلة من الندوات المبتكرة. في الوقت نفسه، كان لا يزال يعمل كمستشار مالي. في عام 1989، انضم هدسون إلى فريق صندوق السندات الحكومية الذي تديره شركة سكودر ستيفنز وكلارك .Scudder, Stevens & Clark Inc.
في منتصف التسعينات، أصبح هدسون أستاذًا للاقتصاد في جامعة ميزوري في مدينة كانساس وزميلًا في معهد ليفي للاقتصاد في كلية بارد، وفي أوائل العقد الأول من القرن الواحد والعشرين، أصدر هدسون تحذيرا بأن التضخم المتزايد وتعزيز القروض العقارية لعبودية الدَّين، سيؤدي إلى أزمة. وقبل ذلك بكثير، في الثمانينيات، طلب هدسون من العديد من الناشرين نشر كتاب له، يشرح فيه بأن نمو فقاعة الرهن العقاري سيؤدي حتمًا إلى أزمة، لكن الناشرين حينها رفضوا طباعة مثل ذلك العمل: «لقد قالوا لي: إن نشر ذلك هو بمثابة أن تقول للناس، أنكم ستتوقفون عن ممارسة الجنس في عمر مبكر». في عام 2004، كتب هدسون لمجلة هاربر عدة مقالات واسعة الانتشار، أوجز فيها رؤيته للمشكلة. عندما اندلعت الأزمة في عام 2008، ذكرته صحيفة فاينانشال تايمز كواحد من ثمانية اقتصاديين توقعوا حدوث الأزمة. يجادل هدسون قائلاً: بأن اقترابنا من الأزمة كان واضحاً للجميع باستثناء اقتصاديي وول ستريت.
في الوقت الحالي، مايكل هدسون هو مدير «المعهد لدراسة تأسيس الاتجاهات الاقتصادية طويلة الأجل (ISLET)»، وأستاذ البحوث المتميز في الاقتصاد في جامعة ميزوري، مدينة كانساس، وبروفيسور في مدرسة الدراسات الماركسية في جامعة بكين، يكتب للصحافة ومؤلف نشط للكتب ومساهم في "The Hudson Report"، وهو بودكاست أخبار أسبوعية اقتصادية ومالية.

## مساهماته العلمية

### الامبريالية الأمريكية ومشكلة القروض الخارجية
كرس هدسون أعماله الأولى لمشكلة الذهب واحتياطيات العملات الأجنبية والديون الاقتصادية الخارجية للولايات المتحدة، وهو الموضوع الذي كان قد عالجه مرشده تيرنس مكارثي بالتفصيل. في مقاله الأول «غربال الذهب The Sieve of gold» الذي نشره في مجلة "Ramparts" في مايو 1968، تطرق هدسون إلى تحليل العواقب الاقتصادية الكارثية التي تسببت بها حرب فيتنام، وفي الوقت نفسه، لفت الانتباه إلى حقيقة أنه حتى من دون حرب، فإن الاقتصاد الأمريكي سرعان ما وصل إلى نقطة حرجة: كانت الرفاهية الاجتماعية التي عاشتها أمريكا في السنوات التي تلت الحرب، قد تم توفير غالبيتها، من خلال «الوسادة الذهبية» التي تراكمت قبل واثناء الحرب. فمنذ عام 1934، بدأ الأوروبيون الذين كانوا خائفين من صعود هتلر والنازية في ألمانيا، في شراء الأوراق المالية الحكومية الأمريكية، وبالتالي تحويل احتياطياتهم من الذهب والعملات الأجنبية إلى البنوك الأمريكية، فارتفع احتياطي الذهب والعملة الأجنبية في الولايات المتحدة من من 7.4 مليار دولار في عام 1934 حتى وصل إلى 20.1 مليار دولار في عام 1945. ومع ذلك، فبعد إنشاء نظام بريتون وودز بعد نهاية الحرب، وإنشاء صندوق النقد الدولي في نفس الإطار، ووجود احتياطي كبير من الذهب، مما يضمن أن يعامل الدولار الأمريكي كما يعامل الذهب، إلا أن رؤوس الأموال واحتياطات الذهب، بدأت في مغادرة البلاد والانتقال إلى أوروبا.
شكل الانفاق العسكري نسبة كبيرة من عجز الموازنة الأمريكية، وحاولت الإدارة الأمريكية بشتى الطرق منع تفاقم هذا العجز ولكن من دون جدوى: فمنعت تدفق الذهب للخارج، ولم تسمح للبنوك المركزية الأجنبية باستبدال دولاراتها بالذهب. ولكن سرعان ما أعجبت هذه السياسة المصرفيين الأوروبيين، لأن فيها تحقيق لمصالح المنتجين الأوروبيين. فلو قام هؤلاء المصرفيين بطلب تحويل الدولارات التي يمتلكونها إلى ذهب (بيع الدولار)، فإن ذلك سيؤدي إلى تخفيض سعر صرف الدولار مقابل العملات الأوروبية، وبالتالي حرمان المنتجين الاوروبيين من القدرة التنافسية في الأسواق الأمريكية.
في أول عمل له بعنوان: «تحليل مالي لتدفق - مدفوعات المعاملات الدولية الأمريكية 1960-1968»، أظهر هدسون أن إحصائيات الصادرات الأمريكية تتضمن بشكل خاطئ فئة من السلع يجب أن لا يعتبر تحويلها للخارج، في أي وقت من الأوقات، كمدفوعات متبادلة بين مقيمين في دول مختلفة، وبالتالي لا يمكن اعتبارها إطلاقاً، كمعاملات دولية. وأول السلع التي تدخل ضمن هذه الفئة، هي قطع غيار ومكونات الطائرات المنقولة بواسطة الخطوط الجوية الأمريكية الدولية إلى محطاتهم الجوية في الخارج لتركيبها على طائراتهم. وبما أن تلك السلع قد جُلبت إلى البلد المُضيف بموجب «استيراد مؤقت تحت الضمان»، فهي لاتدخل ضمن إحصاءات الواردات في ذلك البلد، وفي الوقت نفسه، تم ادراج قيمة تلك السلع في إحصائيات الصادرات الأمريكية «كائتمان». ولهذا السبب، عانى القطاع الحكومي من عجز كبير خلال الفترة من 1960 إلى 1968، بناء على أساس «تدفق-المدفوعات»، بسبب العمليات العسكرية، ولكن نظام المحاسبة المستخدم الذي يخلط التدفقات الحكومية بالتدفقات الخاصة، لم يظهر ذلك العجز ولا مصدره. قام هدسون في دراسته، بمحاولة لتقسيم ميزان المدفوعات في الولايات المتحدة إلى قطاعين: القطاع الحكومي والقطاع الخاص.
في عام 1972، نشر هدسون كتابه الأول «الامبريالية العظمى Super imperialism»، الذي تتبع فيه تكوين الإمبريالية الأمريكية بعد نهاية الحرب العالمية الأولى. حسب تفسير هدسون، فإن «الإمبريالية العظمى» هي مرحلة من مراحل الإمبريالية، التي لا تقوم فيها الدولة بتحقيق مصالح أي مجموعة، سوى مصالحها، وهي تهدف كليًا وبشكل كامل إلى الاستيلاء على الدول الأخرى. وشدد هدسون، على أن نظام المساعدات الأمريكية الخارجية، الذي تم تشكيله بعد انتهاء الحرب العالمية الثانية، إنما تمت الدعوة إليه أساساً، لحل مشكلة الاقتصاد الأمريكي. كانت جميع السياسات الخارجية الأمريكية (بما في ذلك المعونات المقيدة والديون)، تهدف إلى تقييد التنمية الاقتصادية لدول العالم الثالث في قطاعات الاقتصاد التي كانت الولايات المتحدة تخشى من ظهور المنافسة فيها. في الوقت نفسه، قامت الولايات المتحدة وبشكل سريع، بفرض «سياسات التجارة الحرة» على البلدان النامية، أي بعبارة أخرى، فرضت عليها سياسات هي عكس السياسات التي قادت أمريكا إلى الازدهار.
بعد إلغاء نكسون لنظام غطاء الذهب عام 1971، الذي يحول دون امكانية تحويل الدولار إلى ذهب، أجبرت الولايات المتحدة البنوك المركزية الأجنبية على شراء سندات الخزانة الأمريكية التي تُستخدم لتمويل العجز الفيدرالي والانفاق العسكري الكبير. وتم «إجبار» الدول الأجنبية على شراء كمية من سندات الخزانة الأمريكية، تساوي صافٍ فائض الأصول، السلع، البضائع والخدمات وتمويل ديون التي تصدرها تلك الدول للولايات المتحدة، مما دفع أسعار الفائدة الأمريكية إلى الانخفاض (بسبب وفرة السيولة)، وبالتالي أدى إلى انخفاض سعر صرف الدولار مقابل العملات الأجنبية.
من ناحية أخرى، ينظر هدسون إلى عملية شراء البنوك المركزية الأجنبية لسندات الخزانة، باعتبارها جهداً مشروعاً لتحقيق استقرار أسعار صرف عملاتها مقابل الدولار، بدلاً من «التلاعب» في العملة عن طريق قيام البنوك المركزية الأجنبية ببيع الفائض الذي تملكه من الدولار في سوق الصرف وشراءها لعملاتها المحلية، والذي يؤدي إلى رفع سعر صرف عملاتها مقابل الدولار، وبالتالي يقلل من قدرتها على مواصلة تحقيق فائض تجاري مع الولايات المتحدة، حتى لو كان ذلك يعني زيادة القدرة الشرائية لعملاتها.
يعتبر هدسون أن عمليات «ائتمان لوحة المفاتيح» (أي ما تقوم به البنوك من إصدار الكتروني للقروض)، وتدفقات أوراق الخزانة الأمريكية وسنداتها للخارج في مقابل الأصول الأجنبية، دون وجود قدرة مستقبلية للولايات المتحدة على سداد كل تلك الديون، بالإضافة إلى التناقص المستمر في قيمة الدولار، يعتبر ذلك كله، بمثابة الاحتلال العسكري للولايات المتحدة. ولكنه في الوقت نفسه، يعترف بحق تلك البلدان التي لديها فائض في ميزان المدفوعات مع الولايات المتحدة، في تثبيت أسعار صرف عملاتها مقابل الدولار، وحقها في أن تتوقع من الولايات المتحدة، أن تفي بسداد ما عليها من ديون، حتى لو كان ذلك يعني تحول الصناعات من الولايات المتحدة إلى الدول الدائنة.
يعترف هدسون، أن موافقة واشنطن شجعت صندوق النقد الدولي والبنك الدولي على فرض سياسات التقشف الاقتصادي على الدول الأخرى، كإجراءات لسداد القروض التي عليها، بينما وبسبب هيمنة الدولار، لا تكون الولايات المتحدة عرضة لمثل تلك الاجراءات. ولذلك، تخضع تلك الدول لممارسات تجارية غير عادلة تستنزف مواردها الطبيعية، وتتم من خلال تلك الممارسات اجبارها على عمليات تخصيص البنى التحتية، التي تباع بأبخس الأسعار لمستثمرين خارجيين، وفوق ذلك ولاستخراج أكبر قدر ممكن من فوائض تلك البلدان، يتم تقديم تلك الخدمات (المخصخصة) للناس في تلك الدول بأسعار باهظة.

### الدَّين في الشرق الأدنى القديم
في نهاية الثمانينات، ترك هدسون حقل الاقتصاد الحديث وبدأ رحلتة في استكشاف تاريخ الدَّين في الحضارات القديمة. فوجد أن أول، وإلى حد بعيد، أقدم الدائنين الرئيسيين في بلاد ما بين النهرين، كانت المعابد والقصور (الدولـة)، وليس الأفراد. لم يكن معدل الفائدة في كل منطقة يعتمد على الإنتاجية، بل تم تحديده على اساس بساطة حسابه في النظام المحلي للحساب الكسري: فكان 1/60 في الشهر في بلاد ما بين النهرين ، وكان 1/10 في السنة لليونان و 1/12 لروما.
كان استقرار الدولة وقوة اقتصادها يعتمد بشدة على عدد الأشخاص الخاضعين وأولئك الغير خاضعين للدَّين. لذلك، كانت الدولة تضع قيوداً تمنع ظهور الاعتماد على الديون الشخصية، وكانت الدولة تمارس عملية إلغاء الديون (إعلان الصفحة البيضاء)، بهدف تحسين الاقتصاد. يقول هدسون: "كنت قد حاولت في أوائل التسعينيات، كتابة ملخصي عن أن التقاليد التوراتية الخاصة بإلغاء الديون كانت راسخة قبل ذلك في حضارات الشرق الأدنى، لكنني لم أتمكن من إقناع الناشرين بذلك. منذ عقدين من الزمن، اعتقد المؤرخون الاقتصاديون والعديد من علماء الكتاب المقدس، أن "سنة اليوبيل" في اليهودية كانت مجرد خَلق أدبي، أو هروب طوباوي من الواقع العملي، ولكن الأدلة التفصيلية على ممارسات عمليات إلغاء الديون، كانت تظهر بشكل مضطرد.
وفقا لهدسون، فإن المكانة المقدسة التي تحتلها عملية «سداد الدَّين» في وقتنا الحاضر، كان يقابلها آنذاك، مكانة مقدسة تعطى «لعمليات الإلغاء المنتظم للديون الزراعية وتحرير عبيد السُخرة». والسبب في ذلك كله، كان من أجل المحافظة على التوازن الاجتماعي. ولم يظهر لنا أن قرارات «الاعفاء من الديون» تلك، كانت تزعزع الاستقرار، بل هي على العكس من ذلك، فقد كانت ضرورية جداً للحفاظ على الاستقرار الاجتماعي والاقتصادي.
كانت روما هي أول بلد في العالم يوقف عمليات إلغاء الديون، فدخلت في حروب مع أسبرطة واليونان لإزالة الحكومات والملوك الذين كانوا يريدون إلغاء الديون، انتهت حروب القرن الثاني قبل الميلاد التي شنتها روما، بسلب كل ماتملكه تلك البلدان، فقد سلبت ذهب المعابد وسلبت المباني العامة وسلبت الاقتصاد من قدرته على الإنتاج وسلبت المنشآت المائية وجعلت تلك البلدان كالصحاري الجرداء، وكان شعار روما في ذلك «الدَّين هو دَّين».

### الديون المحلية وانكماش الاقتصاد بسبب مستوى الدَّين
مع بداية الـعقد الأول من القرن الواحد والعشرين، أولى هدسون اهتماما خاصاً بالكيفية التي يتم فيها تضخيم رأس المال الوهمي (رؤوس الأموال في قطاع التمويل)، حيث يقوم قطاع التمويل بسحب الأموال من الاقتصاد الحقيقي عن طريق رفع مستويات الدَّين، مما يؤدي في نهاية الأمر إلى انكماش الاقتصاد. وهو يرى، أن قطاع التمويل (القطاع المصرفي) لعب دوراً رئيسياً في توجيه السياسة التي اضرت كثيراً بالقدرة الإنتاجية للولايات المتحدة وأوروبا، بالرغم من أن الولايات المتحدة وأوروبا استفادتا من أساليب قطاع التمويل، حيث استخدموا نفس التكنيكات وبشكل موسع، للإضرار بشيلي وروسيا ولاتفيا والمجر.
يقول هدسون، أن التمويل الطفيلي عندما ينظر إلى الصناعة والعمالة، فإن ما يهمه فيهما، ليس توفير رأس المال اللازم لزيادة الإنتاج والكفاءة، بل هو مقدار الثروة التي يمكنه أن يستخلصها منهما عن طريق الرسوم والفوائد والتخفيضات الضريبية. ويضيف ايضاً، إن «الأثر السحري للفائدة المركبة»، هو في قيامها بزيادة مستوى الديون، التي تستهلك في نهاية الأمر، مقداراً من الثروة أكبر من تلك التي يمكن للصناعة والعمالة أن يدفعاها. وهو يرى، أن نظام الضرائب في الولايات المتحدة وعمليات الإنقاذ المصرفي والتيسير الكمي، إنما يقوم بالتضحية بالعمالة والصناعة لصالح قطاع التمويل، بدلاً من ان يستخرج الضرائب من «اصحاب الدخول الثابتة Rentiers»، لخفض تكلفة العمالة والأصول، ومن ثم يستخدمها لتحسين البنية التحتية وزيادة كفاءة الإنتاج. لقد أصبح الموظف والعامل اليوم، وبسب المستويات العالية من الديون التي يغرقون فيها وفقدان الأمان الوظيفي، غير قادرين على الخروج في مظاهرات أو الاضراب عن العمل للمطالبة بحقوقهم.
وفقا لهدسون، فإنه ومنذ وقت مبكر، ابتداءً من ثمانينات القرن التاسع عشر، بدأ المصرفيون واصحاب الدخول الثابتة، في البحث عن مسوغات لتحرير قطاعات التمويل والعقارات والاحتكارات من القيود وعدم فرض الضرائب عليها. لقد نجحوا في ثمانينيات القرن العشرين، بالحصول على إجماع من النيوليبرالية في واشنطن ينص على أن «الجميع يستحق ما يحصلون عليه»، وبالتالي لا يوجد هناك «دخل غير مكتسب unearned income» ليس خاضعاً للضريبة، والدخل الغير مكتسب هو مصطلح اوجده عالم الاقتصاد السياسي هنري جورج ليصف به الدخل المتحقق من ملكية الأرض.
يفسر هدسون انتشار السياسة النيوليبرالية في جميع انحاء العالم، بالدعم القوي الذي تتلقاه لنشر تدريسها في جميع الجامعات الكبرى. فمن المعلوم أن أحد أول أعمال مجموعة اقتصاديي «شيكاغو بويز Chicago Boys» في شيلي، بعد أن أطاح المجلس العسكري هناك بحكومة أليندي في عام 1973، كان إغلاق كل الاقسام الاقتصادية في البلاد، التي تقع خارج الجامعة الكاثوليكية، التي كانت معقلا للمدرسة النقدية التي تتبع نهج مدرسة شيكاغو. ثم قام المجلس العسكري بإغلاق كل قسم من أقسام العلوم الاجتماعية، وقام بفصل ونفي أو اغتيال كل منتقدي أيديولوجيته، وذلك ضمن برنامج «عملية كوندور» الإرهابي الذي شُن في جميع أنحاء بلدان أمريكا اللاتينية، ووصل حتى درجة الاغتيال السياسي في الولايات المتحدة نفسها.
ما أدركته جماعة شيكاغو بويز، هو أن إيديولوجية «السوق الحرة» تتطلب السيطرة الشمولية على نظام المدارس والجامعات، والسيطرة الشمولية على الصحافة، والسيطرة على جهاز الشرطة التي يقوم بقمع النخب الفكرية التي تقاوم فكرة أن التخطيط الاقتصادي يجب أن يصبح أكثر مركزية، لكن ليست تلك المركزية التي تديرها الحكومة، بل مركزية يتولى ادارتها المصرفيون والمؤسسات المالية الأخرى. يقول هدسون: «إن أيديولوجية السوق الحرة ينتهي بها المطاف لتصبح تفكير سياسي مزدوج لمواجهة أي حرية في التفكير. وقد تحقق النجاح الملحوظ لهذه الأيديولوجية بشكل كبير في الولايات المتحدة وأماكن أخرى، من خلال استبعاد تاريخ الفكر الاقتصادي والتاريخ الاقتصادي من مناهج تدريس الاقتصاد».

## مؤلفاته
2018 - واغفر لهم ديونهم: الإقراض، نزع الملكية وفك الرهن من النظام المالي في العصر البرونزي وحتى سنة الغفران and forgive them their debts: Lending, Foreclosure and Redemption From Bronze Age Finance to the Jubilee Year
2017 - الاقتصاد المزيف: دليل للواقع في عصر الخداع J is For Junk Economics: A Guide to Reality in an Age of Deception
2015 - قتل المُضيف: كيف تقوم الطفيليات المالية وعبودية الدين بتدمير الاقتصاد العالمي Killing the Host: How Financial Parasites and Debt Bondage Destroy the Global Economy
1999- التحضر وملكية الأرض في الشرق الأدنى القديم Urbanization and Land Ownership in the Ancient Near East
1977 - الكسور العالمية: النظام الاقتصادي الدولي الجديد Global fracture: the new international economic order
1972 -الامبريالية العظمى: الاستراتيجية الاقتصادية للإمبراطورية الأمريكية Super imperialism: the economic strategy of American empire

## روابط خارجية
- مايكل هدسون على موقع IMDb (الإنجليزية)

صفحة مايكل هدسون الرسمية على الويب.

## روابط فيديو
مقابلة اجريت معه في بكين عن حياته وأفكاره، في 7 مايو 2018.
مقابلته مع لورا فلاندرز (Laura Flanders) في برنامج (The Laura Flanders Show)، اللقاء حول خطة دونالد ترمب لخصخصة البنية التحتية، في 3 أبريل 2018.
مقابلته مع روس اشكروفت (Ross Ashcroft) في برنامج (.Renegade Inc) على شبكة تلفاز آر تي، الحلقة حول كتابه الاقتصاد المزيف والنيوليبرالية، في 23 أكتوبر 2017.
مقابلته مع لورا فلاندرز (Laura Flanders) في برنامج (The Laura Flanders Show)، اللقاء حول التلاعب بالمصطلحات الاقتصادية، في 28 مارس 2017.
مقابلته مع روس اشكروفت (Ross Ashcroft) في برنامج (.Renegade Inc) على شبكة تلفاز آر تي، الحلقة بعنوان (Meet the Renegades)، في 2 نوفمبر 2016.